# 조니 마
존 마틴 마허(영어: John Martin "Johnny" Maher, 1963년 10월 31일 ~  )는 조니 마(영어: Johnny Marr)라는 예명으로 활동하고 있는 영국의 기타리스트이자 싱어송라이터이다. 그는 1980년대 스미스의 기타리스트로 이름을 떨쳤다. 2006년부터 2008년까지 모디스트 마우스의 멤버로 활동했으며 2008년 NME Awards 투어 후에 크립스의 멤버가 되었다. 현재는 두 밴드를 모두 탈퇴하고 개인 활동을 이어가고 있다.

## 어린시절
마는 아일랜드 킬데어 아티에서 영국으로 이주온 아이리쉬 부모 밑에서 태어났다. 그는 두 학교가 합병해 만들어진 세인트 어거스틴 RC 그래머 스쿨(St Augustine's RC Grammar School)을 다녔으며 프로 축구 선수가 되길 꿈꿨다. 노팅엄 포레스트 FC가 그에게 관심을 보인 적이 있고, 맨체스터 시티 FC에 입단 테스트를 본 적이 있다. FourFourTwo 매거진과의 인터뷰에서 마는 이렇게 말했다. "난 맨체스터 시티에 충분히 들어갈 수 있었어. 그들이 날 도중에 포기한 이유는 아마 내가 아이라이너를 사용하는 유일한 선수였기 때문일걸."

## 활동

### 협업
노엘 갤러거스 하이 플라잉 버즈의 두 번째 정규앨범 작업에 참여하고 맨체스터에서 열린 밴드의 공연에 출연하였다. 가장 최근에는 2017년 발매된 블론디의 곡 〈My Monster〉의 작업에 참여하였다. 한스 짐머와 함께 영화 인셉션과 로렐을 위한 곡들을 작업했으며 그의 오케스트라 공연에서 연주한 바 있다.

## 음악적 영향
특유의 날카로운 사운드는 닐 영, 조지 해리슨 등 선대의 뮤지션에게 많은 영향을 받았다. 스미스 활동 당시에는 모리세이의 음역대에 맟추기 위해 F-샵으로 튜닝하곤 했었다. 밴드 결성 당시 그는 벨벳 언더그라운드와 키스 리처즈의 영향 아래 있었다. 프로듀서 필 스펙터의 교향악적인 음악을 좋아한다고 언급한 바 있다.

## 사생활
5년 동안 미국 오리건주의 포틀랜드에 거주하다가 현재는 앨범 녹음을 위해 돌아간 고향 맨체스터에서 그의 아내 안지와 딸 소니 그리고 아들 나일과 함께 살고 있다. 아들 나일은 밴드 Man Made의 리더이다. 1985년부터 아내 안지와 절친한 뮤지션 모리세이를 따라 채식주의를 고집하고 있다. 인터뷰에서 "Meat Is Murder라는 제목의 앨범을 발매하는 사람이 베이컨 샌드위치나 먹는 건 좋은 일이 아니겠지."라고 밝힌 바 있다. 달리기를 좋아해 2010년 뉴욕 마라톤에서 3시간 54분 18초의 기록으로 완주하는데 성공했다. 맨체스터 시티 FC의 열렬한 팬으로 알려져 있다.

## 디스코그라피

### 스튜디오 앨범
- The Messenger (2013)
- Playland (2014)
- Call the Comet (2018)

### 라이브 앨범
- Adrenalin Baby (2015)

### 밴드 활동
The Smiths
Main article: The Smiths discography
The The
- Mind Bomb (1989)
- Dusk (1992)

Electronic
- Electronic (1991)
- Raise the Pressure (1996)
- Twisted Tenderness (1999)

Johnny Marr and the Healers
- Boomslang (2003)

Modest Mouse
- We Were Dead Before the Ship Even Sank (2007)
- No One's First and You're Next (2009)

The Cribs
- Ignore the Ignorant (2009)

7 Worlds Collide
- 7 Worlds Collide (2001)
- The Sun Came Out (2009)